# Bercenay-en-Othe
Bercenay-en-Othe é uma comuna francesa na região administrativa de Grande Leste, no departamento de Aube. Estende-se por uma área de 17,85 km². Em 2010 a comuna tinha 473 habitantes (densidade: 26,5 hab./km²).